# Hausse-queue de Powell
Clostera powelli
Espèce
La hausse-queue de Powell (Clostera powelli) est un lépidoptère appartenant à la famille des Notodontidae.
- Répartition : Afrique du Nord.
- Envergure du mâle : de 13 à 15 mm.
- Période de vol : d’avril à octobre en deux générations.
- Plantes-hôtes : Salix, Populus.

## Source
- P.C. Rougeot, P. Viette, Guide des papillons nocturnes d'Europe et d'Afrique du Nord, Delachaux et Niestlé, Lausanne 1978.